# Heiloo 2000
Heiloo 2000 is een lokale politieke partij in de gemeente Heiloo, provincie Noord-Holland. Ze is niet gebonden aan landelijke politieke partijen en organisaties.

## Partij
De partij omschrijft zichzelf op haar website als volgt: "De partij functioneert al circa 55 jaar uitstekend in de gemeenschap van Heiloo en richt zich met name op zaken die in Heiloo en de omringende regio spelen. Zij is uniek omdat zij functioneert los van een binding met enige landelijke politiek partij. Daardoor onderscheidt zij zich in positieve zin van de andere partijen en staat zij dichter bij de burgers. Een open houding van het gemeentebestuur naar de burgers is dan ook voor HEILOO - 2000  de hoeksteen van het gemeentelijk beleid".
In 2015 stapte raadslid Cor de Boer over van de NCPN naar Heiloo 2000.
In 2022 leverden de gemeenteraadsverkiezingen de partij 5 raadszetels op en is daarmee de grootste van Heiloo. 